# Tanguy Ndombele
Tanguy Ndombele Alvaro (Longjumeau, 28 de desembre de 1996) és un futbolista professional francés que juga com a centrecampista per l'OGC Nice i per l'equip nacional francés.
El 2019, Ndombele es va convertir en el fitxatge més car de la història del Tottenham Hotspur FC, que va pagar 55 milions de lliures pel jugador a l'Olympique de Lió. El futbolista no va convéncer, i en el mercat d'hivern de la temporada 2021-2022 va ser declarat transferible, arribant l'equip londinenc a un acord amb el València CF. Tanmateix, tant eixa oferta com una de l'Everton FC fou rebutjada pel futbolista, que volia jugar al Paris Saint-Germain. Finalment, va ser cedit a l'Olympique de Lió.

## Palmarès
SSC Napoli
- 1 Serie A: 2022-23[7]